# Turnê Viva Tim Maia
Turnê Viva Tim Maia foi uma turnê conjunta entre os cantores brasileiros Ivete Sangalo e Criolo. A turnê gerou o álbum Viva Tim Maia!, gravando em estúdio com parte do repertório do show.

## Desenvolvimento
"Nosso critério de seleção foi difícil pela extensão e pelo divertido que é o repertório do Tim. Pegamos várias fases da carreira dele, é uma miscelânea grande, costurada por arranjos muito bons. Ganja manteve os arranjos originais e mexeu apenas em timbragens das músicas."

— Ivete explicando o processo de construção do show.
A criação do show com o repertório de Tim Maia foi realizada pela empresa de cosméticos Nivea, tendo a direção musical foi de de Daniel Ganjaman e direção geral de Monique Gardenberg. Ivete Sangalo e Criolo foram convidados para o desenvolvimento do projeto, selecionando 27 faixas para serem interpretadas e seis capitais onde a turnê passaria – Porto Alegre, Recife, Fortaleza, Brasília, Rio de Janeiro e São Paulo. Antes do lançamento houve um show de pré-estreia, com público limitado de 50 pessoas entre convidados e imprensa. Durante entrevista ao portal ZH Entretenimento, Ivete explicou que foram escolhidas as faixas mais impactantes das fases de Tim Maia, entre 1942 e 1998.
Os shows foram todos gratuitos e em locais públicos e ao ar livre, como forma de promover a cultura brasileira através do repertório de Tim e ser acessível ao grande público. A estreia da turnê foi em 12 de abril, no Anfiteatro Pôr do Sol, em Porto Alegre. Um show no Elevador Lacerda, em Salvador, havia sido programado para 24 de maio, porém acabou sendo cancelado devido a uma tempestade naquele dia que provocou desabamentos de terra e alagamentos na área. Ao todo a turnê conquistou um público de 400 mil pessoas.

## Registro
Devido à boa recepção, Ivete e Criolo anunciaram a gravação de um álbum de estúdio com 12 das faixas apresentadas, sob a direção artística de Paul Ralphes. O disco foi lançado oficialmente em 31 de julho de 2015, intitulado Viva Tim Maia!. Mauro Ferreira do Notas Musicais definiu que o álbum empalidece o tributo à Tim Maia, "diluindo o calor dos arranjos e das interpretações". Segundo Mauro, "a capa simplória do CD deixa a impressão de que o disco foi feito somente por questão contratual". Luiz Santiago do Plano Crítico classificou o álbum como "medíocre e desnecessário", notando que faltou vivacidade nos vocais de Ivete Sangalo na canção "Não Quero Dinheiro (Só Quero Amar)". "Telefone" e "Chocolate" foram definidas como "boas canções". Para o crítico, "o disco serviu apenas para manchar a discografia de Criolo e irritar os que gostam da música do Pai da Soul Music Brasileira". "Não Quero Dinheiro (Só Quero Amar)", "Réu Confesso", "Me Dê Motivo" e "Azul da Cor do Mar" foram eleitas por Santiago as piores canções do álbum.

## Repertório
1. "Não Quero Dinheiro (Só Quero Amar)" (Ivete)
2. "Gostava Tanto de Você" (Ivete)
3. "Você" (Ivete)
4. "Azul da Cor do Mar" (Ivete)
5. "Primavera" (Criolo)
6. "Chocolate" (Criolo)
7. "Imunização Racional (Que Beleza)" (Ivete)
8. "Bom Senso" (Ivete)
9. "Réu Confesso" (Ivete)
10. "Telefone" (Ivete)
11. "Não Vou Ficar" (Ivete)
12. "O Que Me Importa" (Ivete)
13. "Lamento" (Ivete e Criolo)
14. "Sossego" / "Do Leme ao Pontal" (Ivete e Criolo)
15. "Você e Eu, Eu e Você (Juntinhos)" (Ivete e Criolo)
16. "Ela Partiu" (Criolo)
17. "Eu Amo Você" (Criolo)
18. "Coroné Antonio Bento" (Criolo)
19. "Canário do Reino" (Criolo) / "A Festa de Santo Reis" (Ivete)
20. "Leva" (Ivete)
21. "Me Dê Motivo" (Criolo)
22. "Um Dia de Domingo" (Ivete e Criolo)
23. "Lábios de Mel" (Ivete)
24. "O Descobridor dos Sete Mares" (Ivete)
25. "Acende o Farol" (Ivete e Criolo)
26. bis: "Não Quero Dinheiro (Só Quero Amar)" (Ivete e Criolo)
27. bis: "Vale Tudo" (Ivete e Criolo)
28. bis: "Sossego" / "Do Leme ao Pontal" (Ivete e Criolo)

## Datas
| Data                | Cidade         | País   | Extras                  |
| ------------------- | -------------- | ------ | ----------------------- |
| América do Sul      |                |        |                         |
| 12 de abril de 2015 | Porto Alegre   | Brasil | Anfiteatro Pôr do Sol   |
| 26 de abril de 2015 | Recife         | Brasil | Praia Pina              |
| 31 de maio de 2015  | Fortaleza      | Brasil | Aterro Praia de Iracema |
| 14 de junho de 2015 | Brasília       | Brasil | Parque da Cidade        |
| 21 de junho de 2015 | Rio de Janeiro | Brasil | Praia de Copacabana     |
| 28 de junho de 2015 | São Paulo      | Brasil | Heróis da FEB           |

### Cancelamentos
| Data               | Cidade   | País   | Extras                   | Motivo                            |
| ------------------ | -------- | ------ | ------------------------ | --------------------------------- |
| 24 de maio de 2015 | Salvador | Brasil | Espaço Visconde de Cairu | Desabamento de terra e alagamento |